# Rapport (krant)
Rapport is een Afrikaanstalige landelijke zondagskrant in Zuid-Afrika. De krant wordt uitgegeven door Media24, een dochterbedrijf van Naspers. De oplage bedroeg tussen juni en december 2007 297.237 exemplaren per zondag. Het motto van de krant is: Ons praat jou taal
Rapport is op 29 November 1970 ontstaan uit de samenvoeging van de zondagskranten Die Beeld van Nasionale Pers (nu Naspers) en Dagbreek van concurrent Perskor.